# Николин Микола Миколайович
Николин Микола Миколайович (1963—2018) — український педагог, уродженець Івано-Франківщини, відмінник освіти України, кандидат педагогічних наук, зробив значний внесок у розвиток освіти в місті Тернополі. 

## Трудова діяльність
Вчитель української мови та літератури у Тернопільській загальноосвітній школі I—III ступенів №2 (1984-1996 роки).
Вчитель української мови та літератури, викладач курсу "Основи наукових досліджень" у Тернопільській Українській гімназії імені Івана Франка (1996-2017 роки). 
Директор Інформаційно-методичного центру освіти м.Тернополя (2002-2007 роки).
Завідувач кафедри в Тернопільському обласному інституті післядипломної педагогічної освіти (2007-2012 роки).
Директор Тернопільського комунального методичного центру науково-освітніх інновацій та моніторингу (2012-2014 роки).
Керівник науково-дослідницької лабораторії якості навчання та обдарованої дитини (2014-2018 роки).

## Досягнення
Його діяльність була спрямована на впровадження інноваційних підходів у навчальний процес, створення умов для розвитку обдарованих учнів і підвищення якості освіти. Завдяки його багаторічній роботі в галузі педагогіки, Микола Николин значно вплинув на становлення освітніх практик, які згодом стали основою для концепції Нової української школи.
Завдяки зусиллям Миколи Николина у місті Тернополі було вдало реалізовано наступні експерименти:
- Створено курс «Духовна історія України»;
- Запроваджено рейтингову систему оцінювання учнів;
- Створено науково-дослідницьку лабораторію якості навчання та обдарованої дитини (ЛЯНОД) Тернопільського комунального методичного центру науково-освітніх інновацій та моніторингу;
- Започатковано альтернативні олімпіади[5];
- Зорганізовано Клуб обдарованих школярів Тернополя (КОШТ);
- Здійснено впровадження в школах м. Тернополя проекту «Живімо за Українською Хартією вільної людини»

Із 2018 року в Тернопільській Українській гімназії ім. І.Франка присуджується спеціальна нагорода імені Миколи Николина, гімназійного вчителя, науковця, багаторічного викладача курсу «Основи наукових досліджень». Її отримує випускник чи випускниця, які показали найкращий результат на заключному етапі Всеукраїнського конкурсу-захисту науково-дослідницьких робіт Малої академії наук України.